# Thomas W. Miller

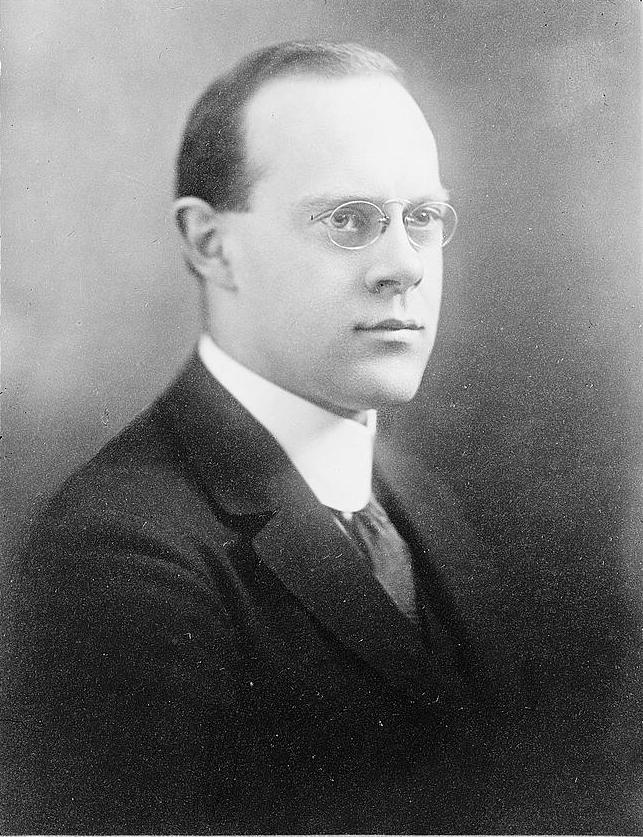
Thomas W. Miller

Thomas Woodnutt Miller (* 26. Juni 1886 in Wilmington,  Delaware; † 5. Mai 1973 in Reno, Nevada) war ein US-amerikanischer Politiker. Zwischen 1915 und 1917 vertrat er den Bundesstaat Delaware im US-Repräsentantenhaus.

## Werdegang
Thomas Miller war der Sohn von Charles R. Miller, der zwischen 1913 und 1917 als Gouverneur von Delaware amtierte. Thomas besuchte die Hotchkiss School und danach bis 1908 die Yale University. Seit seiner Jugend war er am Bergbau in Nevada interessiert. Im Jahr 1908 wurde er bei der Bethlehem Steel Company, einer Stahlfirma, angestellt. Dort arbeitete er bis 1909. Zwischen 1910 und 1912 war er Sekretär des Kongressabgeordneten William H. Heald. Miller nutzte die Zeit seines Aufenthalts in Washington, D.C. für ein Jurastudium. Anschließend wurde er von seinem Vater, der damals Gouverneur von Delaware war, zum Secretary of State dieses Staates ernannt. Dieses Amt hatte er zwischen 1913 und 1915 inne.
Bei den Kongresswahlen des Jahres 1914 wurde Miller als Kandidat der Republikanischen Partei in das US-Repräsentantenhaus gewählt. Dort löste er am 4. März 1915 den Demokraten Franklin Brockson ab. Da er aber bei den Wahlen des Jahres 1916 Albert F. Polk unterlag, konnte er bis zum 3. März 1917 nur eine Legislaturperiode im Kongress absolvieren.
Während des Ersten Weltkrieges stieg Thomas Miller in der US Army vom einfachen Soldaten bis zum Oberstleutnant auf. Er wurde auf dem französischen Kriegsschauplatz eingesetzt und mit vielen Auszeichnungen dekoriert. Im Jahr 1919 war er ein Mitgründer der American Legion. Zwischen 1921 und 1925 war er Treuhänder für ausländisches Eigentum (Alien Property Custodian). Damals gehörte er auch der Kommission an, die sich mit den amerikanischen Kriegsdenkmalen befasste. Miller gilt auch als der Gründer der staatlichen Parks in Nevada. Zwischen 1935 und 1973 war er mehrfach Vorsitzender des Nationalparkausschusses dieses Staates. Von 1945 bis 1957 arbeitete er zudem für die Bundesbehörde zur Vermittlung von Arbeitsstellen an Kriegsveteranen (Veterans Employment Service).
Thomas Miller starb am 5. Mai 1973 in Reno. Er war der Onkel von Clement Woodnutt Miller, der von 1959 bis 1962 für den Staat Kalifornien im US-Repräsentantenhaus saß.